# احمدعلی گودرزی
احمدعلی گودرزی (زاده ۱۳۳۹ بروجرد) سرتیپ فرماندهی انتظامی جمهوری اسلامی ایران است، که از سال ۱۳۹۹ فرماندهی مرزبانی جمهوری اسلامی ایران را برعهده دارد. وی فعالیت نظامی را از سال ۱۳۵۷ در ژاندارمری آغاز کرد و در جنگ ایران و عراق حضوری فعال داشت.
گودرزی از ۱۳۹۱ تا ۱۳۹۳ فرماندهی انتظامی استان البرز را برعهده داشت، در فاصله سال‌های ۱۳۹۳ تا ۱۳۹۸ فرمانده انتظامی استان فارس بود و از ۱۳۹۸ تا ۱۳۹۹ نیز به‌عنوان جانشین فرمانده مرزبانی نیروی انتظامی فعالیت می‌کرد.

## جایزه‌ها و نشان‌های افتخار
این بخش شامل نشان‌ها و جایزه‌های رسمی احمدعلی گودرزی است، که بر روی لباس همسان او نصب می‌شود، ولی جایزه‌های غیرنظامی و غیررسمی را در برنخواهد داشت.

### آرم‌ها
| آرم‌های سینه |       |
| دوره دکتری  | فراجا |

| آرم‌های بازو     |
| فرماندهی و ستاد |
| پرچم ایران      |

### نوار نشان‌ها
|  |  |  |
|  |  |  |
|  |  |  |
|  |  |  |
|  |  |  |

### نام نشان‌ها
| نشان ایثار                       |                                    |                                  |
| دوره دکتری                       | دوره فرماندهی و مدیریت عالی        |                                  |
| دوره کاردانی                     | دوره کارشناسی                      | دوره کارشناسی ارشد               |
| دوره عالی علوم و فنون انتظامی    | دوره آموزش متوسطه                  | دوره تخصصی                       |
| دوره عمومی انتظامی (گروه افسران) | دوره علوم و فنون انتظامی (کاردانی) | دوره مقدماتی علوم و فنون انتظامی |